# Wamberal Lagoon
Wamberal Lagoon är en lagun i Australien. Den ligger i delstaten New South Wales, i den sydöstra delen av landet, omkring 53 kilometer nordost om delstatshuvudstaden Sydney. 
Genomsnittlig årsnederbörd är 1 393 millimeter. Den regnigaste månaden är februari, med i genomsnitt 222 mm nederbörd, och den torraste är juli, med 42 mm nederbörd.